# Синтаксическая афазия
Синтаксическая афазия (передний аграмматизм) — форма афазии, при которой первично нарушается синтаксическая организация речи, а её моторное программирование остаётся относительно сохранным. Передний аграмматизм является промежуточной формой между динамической и эфферентной моторной афазиями, может встречаться как в сочетании с ними, так и самостоятельно. Выделяется в классификации афазий Т. В. Ахутиной. Ярче всего нарушения проявляются в сфере экспрессивной речи, но в меньшей степени наблюдаются и в импрессивной. Типичные особенности речи больных с передним аграмматизмом: упрощение синтаксической структуры за счёт замены косвенных падежей именительным, личных форм глагола — инфинитивом; пропуски или замены предлогов. Расстройство возникает при поражении нижних отделов премоторной зоны левого полушария мозга.

## Отличие от других передних форм афазий
Для афазий, возникающих при повреждении передних отделов мозга, свойственно нарушение синтагматических связей: элементарной связи двух слов, построенной по типу отношения субъект к предикату
, в более общем смысле — нарушение операций комбинирования, осуществляемых на основе сукцессивного анализа. Следствием этого является распад единой схемы действия на отдельные элементы и персеверирование этих элементов.
При этом нарушение происходит на различных уровнях синтаксиса: в случае динамической афазии — на смысловом, или глубинном, уровне; при синтаксической афазии — на семантическом. При эфферентной моторной афазии синтаксис может оставаться сохранным, а если нарушение все же происходит, то также на семантическом уровне; такая общность обусловлена одинаковой локализацией повреждений (динамическая же афазия возникает, если затронута префронтальная область левого полушария). Таким образом, основным дефектом при динамической афазии выступает дефект построения глубинной схемы высказывания, при эфферентной моторной афазии — дефект моторного (кинетического) программирования, при синтаксической афазии же — дефект грамматического структурирования.
Различия между формами передних афазий можно ярче увидеть в их проявлениях. При динамической и синтаксической афазии речь немногословна, фраза максимально упрощается, однако в первом случае ответы всегда правильно грамматически оформлены. В обоих случаях может распадаться не только текст, но и отдельные предложения, однако, в отличие от синтаксической афазией, динамическая оставляет возможность дать верный ответ на поставленный вопрос. Другими словами, при максимальной помощи в построении высказывания речевые трудности у таких пациентов снимаются. Им доступно также выполнение грамматических заданий, тогда как при переднем аграмматизме оно невозможно.
Эфферентная моторная афазия может включать в себя передний аграмматизм, однако ведущим симптомом остаётся изменение речевой моторики в виде отрывистой, толчкообразной речи с тенденцией к скандированному произношению слов. Артикуляция у таких пациентов становится замедленной, напряжённой, в ней появляются искажения.

## Разведение понятий переднего и заднего аграмматизма
Нарушения грамматического оформления речи могут встречаться и при повреждениях задних отделов мозга, в рамках акустико-мнестической или семантической афазии. В этих случаях говорят о заднем аграмматизме. Хотя симптомы его отчасти схожи с синтаксической афазией, можно выделить некоторые существенные различия. Прежде всего, если в случае передних левосторонних повреждений изменения затрагивают синтагматические связи, то при заднем аграмматизме нарушаются парадигматические, то есть затрудняется выбор из ряда симультанно обрабатываемых объектов.
Основной дефект при акустико-мнестической афазии выражен сложностями подбора звуковой формы слова, нарушаются модально-специфические процессы связи слуховой и зрительной модальности. Синтаксис, как правило, упрощается, однако могут встречаться и сложные конструкции, понимание речи страдает сильнее порождения. Типичные грамматические ошибки включают в себя замены слов, трудности удержания грамматических обязательств, однако выраженность синтаксических нарушений сильно варьирует (вплоть до отсутствия) в зависимости от степени повреждения. В речи пациентов с акустико-мнестической афазией меньше существительных и больше глаголов, чем при переднем аграмматизме, то есть предикативность не страдает. Кроме того, у них нет связи количества ошибок со степенью сложности конструкции, пациент может правильно употребить косвенную форму местоимений и одновременно ошибиться в прямой форме существительного — при синтаксической афазии это невозможно. Всё это говорит о нестойкости, вторичности синтаксического нарушения.
При семантической афазии первично страдает симультанный квазипространственный анализ и синтез (одновременное мысленное представление нескольких явлений и оценка квазипространственных, то есть отражающих символическое пространство, отношений между ними), что приводит к нарушению категориальных значений слов, а также к трудностям понимания логико-грамматических конструкций.. Сложнее всего такие пациентам даётся понимание обратимых конструкций (Девочка спасена мальчиком — Девочка спасла мальчика — Мальчика спасла девочка и т. д.). Чувствуя затруднение, пациенты могут использовать определённые компенсаторные приёмы, упрощая или самостоятельно перестраивая структуру предложения. Тот факт, что они способны с лёгкостью совершать синтаксические преобразования, уже говорит о сохранности тех операций, которые нарушаются у пациентов с передним аграмматизмом. При этом в построении простых предложений грамматические ошибки не возникают.

## Симптоматика

### Грубая степень переднего аграмматизма
Чаще всего при грубой степени аграмматизма в речи пациентов встречаются максимально упрощённые синтаксические конструкции. Они оформляются в виде «Топик-Коммент», то есть в начале предложения ставится то, о чем будет высказывание, а затем следует раскрытие темы. При этом топик представлен ситуационным контекстом и либо не вербализуется, либо выражается с помощью непродуктивных слов («вот»), а коммент, конкретизирующий содержание топика, выражен существительным. Пример, который приводит в одной из своих работ А. Р. Лурия: «Вот… фронт… И вот… наступление… вот… взрыв… И вот… ничего… Вот операция… Осколок… речь… речь… речь». Таким образом, при грубой степени переднего аграмматизма, когда нарушается работа других уровней синтаксиса, на поверхность выносится внутренняя речевая организация высказывания. Текст может разворачиваться в виде цепочки комментов, отражающих иерархию предикатов: «Ребят два — мальчик, девочка. Маленькие — девочка юбка, мальчик штаны.»

### Средняя степень переднего аграмматизма
В речи пациентов со средней степенью ПА появляется глагол. Синтаксические конструкции усложняются и предстают в виде либо «имя-действие», «имя-атрибут», либо «субъект-действие-объект». Для обозначения действия используются личные формы глаголов, инфинитив, отглагольные существительные; возможен пропуск или постпозиция глаголов. Добавляются семантические правила; одно из них присутствует у всех: на первое место в предложении ставится агенс(субъект действия). Становится возможной передача различного смысла через изменение порядка слов . Кроме того, появляются самокоррекции. Пример: «Хлеб — нет… Мама…хлеб…- нет… режет хлеб». Остальные семантические правила используются нерегулярно: например, чаще всего определение ставится после определяемого слова, но необязательно.

### Лёгкая степень переднего аграмматизма
Чаще всего пациенты с лёгкой степенью переднего аграмматизма используют синтаксическую конструкцию «субъект-глагол-объект». При построении высказывания чаще всего нарушаются следующие правила конвенционального синтаксиса:
1. Противопоставление именительного и винительного падежей
2. Перемещение определения на место перед определяемым словом
3. Усвоение согласования сказуемого с подлежащим (число, род).

Пример: больного просят повторить: «Слоны живут в жарких странах», он говорит: «Слоны живут в жаркие страны».

## Нейропсихологическая диагностика
Для диагностики синтаксической афазии можно использовать следующие методики:
1. Повторение предложений,
2. Составление предложений из слов (даётся группа слов в начальной форме, задача пациента не просто расставить их в правильном порядке, но правильно согласовать грамматические показатели),
3. Составление предложений по картинке,
4. Составление рассказа на заданную тему,
5. Составление рассказа по серии картинок,
6. Пересказ рассказа,
7. Понимание обратимых синтаксических конструкций.

При проведении диагностики нужно помнить, что нельзя делать выводы на основе результатов отдельных методик; необходимо комплексное обследование.

## Реабилитация
В отечественном подходе к реабилитации пациентов с эфферентной моторной афазией (по Л. С. Цветковой) восстановление предикативности речи и преодоление аграмматизма ставится целью на третьей стадии восстановительного обучения. Если же у пациента синтаксическая афазия наблюдается изолированно, восстановительную работу можно начинать с этой стадии. Первая цель особенно важна при грубой степени нарушения, когда в речи практически не используются глагольные формы. Используемые методы:
1. Выделение глаголов из упроченных рядов (выбираем хорошо знакомый пациенту текст, например, стихотворение; подчеркиваем в нём глаголы и обсуждаем их значение);
2. Подбор глаголов к предметам (пациенту даётся существительное, к которому он должен написать как можно больше подходящих глаголов);
3. Подбор флексий (ссылка) и отработка значений морфем в разных ситуациях (показываем картинку и просим выбрать верную форма слова из предложенных);
4. Построение структуры фразы с помощью метода фишек (нужно составить развёрнутую фразу по картинке, при этом структурные элементы связываются с фишками). Сначала при построении фразы пациент максимально ориентируется на фишки, постепенно их роль уменьшается. Тем самым мы помогаем пациенту выразить замысел, возникающий спонтанно.

Цель следующей стадии реабилитации — восстановление связной фразовой речи. Здесь используются такие методики, как составление фраз по картинкам, по серии картинок, метод диалога и метод ролевых игр.

## Похожие статьи
- Динамическая афазия
- Афазия Брока
- Аграмматизм